# Stanley Cup playoff 2002
I playoff della Stanley Cup 2002 del campionato NHL 2001-2002 hanno avuto inizio il 17 aprile 2002. Le sedici squadre qualificate per i playoff, otto da ciascuna Conference, hanno giocato una serie di partite al meglio di sette per i quarti di finale, semifinali e finali di Conference. I vincitori delle due Conference hanno disputato una serie di partite al meglio di sette per la conquista della Stanley Cup. I campioni di ciascuna Division conservarono il proprio ranking per l'intera durata dei playoff, mentre le altre squadre furono ricollocate nella graduatoria dopo ciascun turno.
Nel corso dei playoff 2002 su stabilito il record di 25 shutout da parte dei portieri, e per la prima volta dai playoff del 1991 nessuna squadra riuscì ad eliminarne un'altra con il punteggio di 4-0 nella serie. Per l'ultima volta tutte e tre le franchigie del Canada orientale, Ottawa, Toronto e Montréal, si qualificarono ai playoff superando ognuna il primo turno. Dall'altra parte per la prima volta nella storia entrambe le squadre dell'Alberta, Calgary ed Edmonton, non parteciparono ai playoff.

## Squadre partecipanti

### Eastern Conference
1. Boston Bruins - vincitori della Northeast Division e della stagione regolare nella Eastern Conference, 101 punti
2. Philadelphia Flyers - vincitori della Atlantic Division, 97 punti
3. Carolina Hurricanes - vincitori della Southeast Division, 91 punti
4. Toronto Maple Leafs - 100 punti
5. New York Islanders - 96 punti
6. New Jersey Devils - 95 punti
7. Ottawa Senators - 94 punti
8. Montreal Canadiens - 87 punti

### Western Conference
1. Detroit Red Wings - vincitori della Central Division, della stagione regolare nella Western Conference e del Presidents' Trophy, 116 punti
2. Colorado Avalanche - vincitori della Northwest Division, 99 punti
3. San Jose Sharks - vincitori della Pacific Division, 99 punti
4. St. Louis Blues - 98 punti
5. Chicago Blackhawks - 96 punti
6. Phoenix Coyotes - 95 punti
7. Los Angeles Kings - 95 punti
8. Vancouver Canucks - 94 punti

### Tabellone
In ciascun turno la squadra con il ranking più alto si sfidò con quella dal posizionamento più basso, usufruendo anche del vantaggio del fattore campo. Nella finale di Stanley Cup il fattore campo fu determinato dai punti ottenuti in stagione regolare dalle due squadre. Ciascuna serie, al meglio delle sette gare, seguì il formato 2–2–1–1–1: la squadra migliore in stagione regolare avrebbe disputato in casa Gara-1 e 2, (se necessario anche Gara-5 e 7), mentre quella posizionata peggio avrebbe giocato nel proprio palazzetto Gara-3 e 4 (se necessario anche Gara-6).
|  | Quarti di finale Conference | Quarti di finale Conference                      | Quarti di finale Conference |   |                     | Semifinali Conference | Semifinali Conference | Semifinali Conference |                    |                    | Finali Conference   | Finali Conference  | Finali Conference  |  |  | Finale Stanley Cup | Finale Stanley Cup | Finale Stanley Cup |
|  |                             |                                                  |                             |   |                     |                       |                       |                       |                    |                    |                     |                    |                    |  |  |                    |                    |                    |
|  | 1                           | Boston Bruins                                    | 2                           |   |                     | 3                     | Carolina Hurricanes   | 4                     |                    |                    |                     |                    |                    |  |  |                    |                    |                    |
|  | 8                           | Montreal Canadiens                               | 4                           |   |                     | 8                     | Montreal Canadiens    | 2                     |                    |                    |                     |                    |                    |  |  |                    |                    |                    |
|  |                             |                                                  |                             |   |                     |                       |                       |                       |                    |                    |                     |                    |                    |  |  |                    |                    |                    |
|  | 2                           | Philadelphia Flyers                              | 1                           |   |                     |                       |                       |                       | Eastern Conference | Eastern Conference | Eastern Conference  | Eastern Conference | Eastern Conference |  |  |                    |                    |                    |
|  | 2                           | Philadelphia Flyers                              | 1                           |   |                     |                       |                       |                       | Eastern Conference | Eastern Conference | Eastern Conference  | Eastern Conference | Eastern Conference |  |  |                    |                    |                    |
|  | 7                           | Ottawa Senators                                  | 4                           |   |                     |                       |                       |                       |                    |                    |                     |                    |                    |  |  |                    |                    |                    |
|  | 7                           | Ottawa Senators                                  | 4                           |   |                     |                       |                       |                       |                    | 3                  | Carolina Hurricanes | 4                  |                    |  |  |                    |                    |                    |
|  |                             |                                                  |                             |   |                     |                       |                       |                       |                    | 3                  | Carolina Hurricanes | 4                  |                    |  |  |                    |                    |                    |
|  |                             | 4                                                | Toronto Maple Leafs         | 2 |                     |                       |                       |                       |                    |                    |                     |                    |                    |  |  |                    |                    |                    |
|  | 3                           | 4                                                | Toronto Maple Leafs         | 2 | Carolina Hurricanes | 4                     |                       |                       |                    |                    |                     |                    |                    |  |  |                    |                    |                    |
|  | 3                           |                                                  |                             |   | Carolina Hurricanes | 4                     |                       |                       |                    |                    |                     |                    |                    |  |  |                    |                    |                    |
|  | 6                           | New Jersey Devils                                | 2                           |   |                     |                       |                       |                       |                    |                    |                     |                    |                    |  |  |                    |                    |                    |
|  | 6                           | New Jersey Devils                                | 2                           |   |                     |                       |                       |                       |                    |                    |                     |                    |                    |  |  |                    |                    |                    |
|  |                             |                                                  |                             |   |                     |                       |                       |                       |                    |                    |                     |                    |                    |  |  |                    |                    |                    |
|  |                             |                                                  |                             |   |                     |                       |                       |                       |                    |                    |                     |                    |                    |  |  |                    |                    |                    |
|  | 4                           | Toronto Maple Leafs                              | 4                           |   | 4                   | Toronto Maple Leafs   | 4                     |                       |                    |                    |                     |                    |                    |  |  |                    |                    |                    |
|  | 4                           | Toronto Maple Leafs                              | 4                           |   | 4                   | Toronto Maple Leafs   | 4                     |                       |                    |                    |                     |                    |                    |  |  |                    |                    |                    |
|  | 5                           | New York Islanders                               | 3                           |   |                     | 7                     | Ottawa Senators       | 3                     |                    |                    |                     |                    |                    |  |  |                    |                    |                    |
|  | 5                           | New York Islanders                               | 3                           |   |                     |                       |                       |                       |                    | E3                 | Carolina Hurricanes | 1                  |                    |  |  |                    |                    |                    |
|  |                             | (Accoppiamenti ristabiliti dopo il primo turno.) |                             |   |                     |                       |                       |                       |                    | E3                 | Carolina Hurricanes | 1                  |                    |  |  |                    |                    |                    |
|  |                             | W1                                               | Detroit Red Wings           | 4 |                     |                       |                       |                       |                    |                    |                     |                    |                    |  |  |                    |                    |                    |
|  | 1                           | W1                                               | Detroit Red Wings           | 4 | Detroit Red Wings   | 4                     |                       |                       | 1                  | Detroit Red Wings  | 4                   |                    |                    |  |  |                    |                    |                    |
|  | 1                           |                                                  |                             |   | Detroit Red Wings   | 4                     |                       |                       | 1                  | Detroit Red Wings  | 4                   |                    |                    |  |  |                    |                    |                    |
|  | 8                           | Vancouver Canucks                                | 2                           |   |                     | 4                     | St. Louis Blues       | 1                     |                    |                    |                     |                    |                    |  |  |                    |                    |                    |
|  | 8                           | Vancouver Canucks                                | 2                           |   |                     | 4                     | St. Louis Blues       | 1                     |                    |                    |                     |                    |                    |  |  |                    |                    |                    |
|  |                             |                                                  |                             |   |                     |                       |                       |                       |                    |                    |                     |                    |                    |  |  |                    |                    |                    |
|  | 2                           | Colorado Avalanche                               | 4                           |   |                     |                       |                       |                       |                    |                    |                     |                    |                    |  |  |                    |                    |                    |
|  | 2                           | Colorado Avalanche                               | 4                           |   |                     |                       |                       |                       |                    |                    |                     |                    |                    |  |  |                    |                    |                    |
|  | 7                           | Los Angeles Kings                                | 3                           |   |                     |                       |                       |                       |                    |                    |                     |                    |                    |  |  |                    |                    |                    |
|  | 7                           | Los Angeles Kings                                | 3                           |   |                     |                       |                       |                       | 1                  | Detroit Red Wings  | 4                   |                    |                    |  |  |                    |                    |                    |
|  |                             |                                                  |                             |   |                     |                       |                       |                       | 1                  | Detroit Red Wings  | 4                   |                    |                    |  |  |                    |                    |                    |
|  |                             | 2                                                | Colorado Avalanche          | 3 |                     |                       |                       |                       |                    |                    |                     |                    |                    |  |  |                    |                    |                    |
|  | 3                           | 2                                                | Colorado Avalanche          | 3 | San Jose Sharks     | 4                     |                       |                       |                    |                    |                     |                    |                    |  |  |                    |                    |                    |
|  | 3                           |                                                  |                             |   | San Jose Sharks     | 4                     |                       |                       |                    |                    |                     |                    |                    |  |  |                    |                    |                    |
|  | 6                           | Phoenix Coyotes                                  | 1                           |   |                     |                       |                       |                       |                    |                    | Western Conference  | Western Conference | Western Conference |  |  |                    |                    |                    |
|  | 6                           | Phoenix Coyotes                                  | 1                           |   |                     |                       |                       |                       |                    |                    | Western Conference  | Western Conference | Western Conference |  |  |                    |                    |                    |
|  |                             |                                                  |                             |   |                     |                       |                       |                       |                    |                    |                     |                    |                    |  |  |                    |                    |                    |
|  | 4                           | St. Louis Blues                                  | 4                           |   | 2                   | Colorado Avalanche    | 4                     |                       |                    |                    |                     |                    |                    |  |  |                    |                    |                    |
|  | 4                           | St. Louis Blues                                  | 4                           |   | 2                   | Colorado Avalanche    | 4                     |                       |                    |                    |                     |                    |                    |  |  |                    |                    |                    |
|  | 5                           | Chicago Blackhawks                               | 1                           |   |                     | 3                     | San Jose Sharks       | 3                     |                    |                    |                     |                    |                    |  |  |                    |                    |                    |

## Eastern Conference

### Quarti di finale di Conference

#### Boston - Montreal
| Arbitri: | Shane Heyer Bill McCreary |

|                                                            |           |                             |
| Koivu 12:55 Gilmour 11:35 Audette 42:18 50:00 Odjick 57:16 | Marcatori | 10:55 Thornton 30:30 Guerin |

| Arbitri: | Michael McGeough Brad Watson |

|                                                  |           |                                                                             |
| Zedník 14:22 17:39 Brisebois 34:01 Gilmour 55:06 | Marcatori | 02:12 11:49 Rolston 09:34 Murray 10:55 Guerin 37:42 Axelsson 59:26 Thornton |

| Arbitri: | Blaine Angus Rob Shick |

|                                           |           |                                                                      |
| Axelsson 08:24 Guerin 27:54 Boynton 29:04 | Marcatori | 04:54 Perreault 47:04 Audette 47:57 Gilmour 51:59 Koivu 59:59 Juneau |

| Arbitri: | Dave Jackson Don Koharski |

|                                                                      |           |                    |
| Stock 02:49 Guerin 15:49 Lapointe 17:17 Rolston 35:46 Samsonov 54:20 | Marcatori | 34:14 47:07 Zedník |

| Arbitri: | Marc Joannette Dan Marouelli |

|                            |           |                |
| Lindsay 02:27 Petrov 15:25 | Marcatori | 30:28 Samsonov |

| Arbitri: | Dave Jackson Don Koharski |

|               |           |                               |
| Rolston 07:57 | Marcatori | 13:56 Audette 40:39 Perreault |

#### Philadelphia - Ottawa
| Arbitri: | Bill McCreary Brad Meier |

|  |           |                 |
|  | Marcatori | 67:47 Fedotenko |

| Arbitri: | Blaine Angus Rob Shick |

|                                          |           |  |
| Alfredsson 08:52 Fisher 43:53 Hull 55:57 | Marcatori |  |

| Arbitri: | Mike Hasenfratz Don Koharski |

|  |           |                                         |
|  | Marcatori | 42:04 Bonk 59:05 Hossa 59:50 Alfredsson |

| Arbitri: | Bill McCreary Rob Shick |

|  |           |                                     |
|  | Marcatori | 19:40 Redden 26:06 Salo 28:08 Hossa |

| Arbitri: | Kerry Fraser Dan O'Halloran |

|                               |           |                |
| Alfredsson 15:16 Havlát 67:33 | Marcatori | 03:53 McGillis |

#### Carolina - New Jersey
| Arbitri: | Michael McGeough Rob Shick |

|             |           |                              |
| Eliáš 47:31 | Marcatori | 08:21 Brind'Amour 09:43 Cole |

| Arbitri: | Rob Shick Brad Watson |

|             |           |                            |
| Holik 20:37 | Marcatori | 35:05 Cole 75:26 Battaglia |

| Arbitri: | Dan Marouelli Bill McCreary |

|  |           |                                               |
|  | Marcatori | 07:48 Gionta 09:25 22:17 Rafalski 20:57 Holik |

| Arbitri: | Dave Jackson Dan Marouelli |

|            |           |                                         |
| Ward 57:23 | Marcatori | 01:16 Holik 17:31 Gionta 46:23 Rafalski |

| Arbitri: | Kerry Fraser Dan O'Halloran |

|                         |           |                                           |
| Holik 31:30 Eliáš 51:46 | Marcatori | 33:44 Gelinas 58:31 O'Neill 68:56 Vašíček |

| Arbitri: | Mark Faucette Don VanMassenhoven |

|               |           |  |
| Francis 30:29 | Marcatori |  |

#### Toronto - NY Islanders
| Arbitri: | Dan Marouelli Don VanMassenhoven |

|               |           |                                      |
| Jonsson 05:57 | Marcatori | 44:03 Tucker 48:39 Domi 59:20 Sundin |

| Arbitri: | Dave Jackson Don Koharski |

|  |           |                              |
|  | Marcatori | 43:10 McCauley 59:53 Kaberle |

| Arbitri: | Shane Heyer Bill McCreary |

|                 |           |                                                                           |
| Mogil'nyj 07:32 | Marcatori | 14:34 39:19 Parrish 26:01 Isbister 33:33 Peca 44:07 Bates 44:21 Scatchard |

| Arbitri: | Dan Marouelli Brad Watson |

|                                            |           |                                                    |
| Mogil'nyj 19:44 Kaberle 39:19 Corson 56:34 | Marcatori | 10:30 Jašin 53:16 Miller 54:56 Hamrlík 57:30 Bates |

| Arbitri: | Paul Devorski Kevin Pollock |

|                                        |           |                                                                |
| Miller 19:48 Hunter 36:39 Aucoin 53:51 | Marcatori | 06:29 Valk 09:34 51:05 Höglund 27:05 34:30 McCabe 37:18 Tucker |

| Arbitri: | Paul Devorski Kerry Fraser |

|                                         |           |                                                              |
| Belak 14:23 Höglund 16:42 Roberts 46:41 | Marcatori | 05:07 43:49 Czerkawski 13:26 Jašin 21:35 Aucoin 43:11 Miller |

| Arbitri: | Don Koharski Stephen Walkom |

|                          |           |                                                 |
| Jašin 33:50 Miller 16:42 | Marcatori | 13:27 Roberts 22:37 59:20 Mogil'nyj 33:48 Green |

### Semifinali di Conference

#### Carolina - Montreal
| Arbitri: | Kevin Pollock Stephen Walkom |

|  |           |                          |
|  | Marcatori | 43:49 Francis 57:42 Cole |

| Arbitri: | Michael McGeough Stephen Walkom |

|                                                      |           |                   |
| Koivu 07:25 Markov 16:51 Gilmour 21:03 Lindsay 58:49 | Marcatori | 39:53 Brind'Amour |

| Arbitri: | Don VanMassenhoven Don Koharski |

|                 |           |                           |
| Battaglia 43:34 | Marcatori | 29:03 Koivu 62:26 Audette |

| Arbitri: | Kerry Fraser Dave Jackson |

|                                                    |           |                                             |
| Hill 43:57 Battaglia 52:43 Cole 59:19 Wallin 63:14 | Marcatori | 10:56 Dackell 11:54 Perreault 30:55 Berezin |

| Arbitri: | Paul Devorski Brad Watson |

|               |           |                                                                              |
| Dykhuis 54:32 | Marcatori | 03:17 Gelinas 22:13 Brind'Amour 43:40 Francis 51:18 Westlund 56:13 Battaglia |

| Arbitri: | Kevin Pollock Rob Shick |

|                                                                                           |           |                             |
| Cole 00:25 03:33 Hill 07:55 32:17 Vašíček 14:58 Adams 18:15 Battaglia 25:57 O'Neill 39:52 | Marcatori | 19:49 Quintal 45:44 Audette |

#### Toronto - Ottawa
| Arbitri: | Dan Marouelli Michael McGeough |

|                                                                  |           |  |
| Havlát 07:44 Bonk 09:04 Hnidy 11:44 White 21:42 Alfredsson 30:39 | Marcatori |  |

| Arbitri: | Bill McCreary Don VanMassenhoven |

|                         |           |                                         |
| Salo 27:52 Fisher 42:49 | Marcatori | 04:46 Green 08:20 Tucker 104:30 Roberts |

| Arbitri: | Don Koharski Brad Watson |

|                           |           |                                       |
| Roberts 56:44 Green 59:26 | Marcatori | 26:49 50:14 Arvedson 56:25 Alfredsson |

| Arbitri: | Kerry Fraser Kevin Pollock |

|                      |           |              |
| McCauley 26:17 37:17 | Marcatori | 22:15 Redden |

| Arbitri: | Rob Shick Stephen Walkom |

|                                                      |           |                              |
| Redden 07:22 Hossa 27:13 Alfredsson 57:19 Bonk 59:25 | Marcatori | 19:42 Roberts 52:34 McCauley |

| Arbitri: | Dave Jackson Bill McCreary |

|                                                  |           |                                          |
| McCabe 13:01 Roberts 17:20 33:09 Mogil'nyj 44:28 | Marcatori | 01:05 Hossa 04:39 Alfredsson 39:35 White |

| Arbitri: | Rob Shick Stephen Walkom |

|  |           |                                    |
|  | Marcatori | 31:49 45:14 Mogil'nyj 54:04 McCabe |

### Finale di Conference

#### Carolina - Toronto
| Arbitri: | Dan Marouelli Rob Shick |

|                               |           |               |
| Mogil'nyj 07:02 Höglund 32:45 | Marcatori | 03:23 O'Neill |

| Arbitri: | Paul Devorski Kevin Pollock |

|                |           |                            |
| McCauley 59:52 | Marcatori | 47:31 Hedican 73:42 Wallin |

| Arbitri: | Don Koharski Michael McGeough |

|                             |           |              |
| Francis 05:15 O'Neill 66:01 | Marcatori | 39:26 McCabe |

| Arbitri: | Bill McCreary Stephen Walkom |

|                                           |           |  |
| Svoboda 19:32 Kapanen 51:42 Francis 57:35 | Marcatori |  |

| Arbitri: | Kerry Fraser Rob Shick |

|              |           |  |
| Tucker 18:32 | Marcatori |  |

| Arbitri: | Paul Devorski Dan Marouelli |

|                             |           |              |
| O'Neill 49:36 Gelinas 68:05 | Marcatori | 59:38 Sundin |

## Western Conference

### Quarti di finale di Conference

#### Detroit - Vancouver
| Arbitri: | Dave Jackson Don Koharski |

|                                                          |           |                                               |
| Warriner 20:21 Cassels 33:11 Linden 50:47 H. Sedin 73:59 | Marcatori | 17:51 Robitaille 28:23 Fëdorov 41:55 Larionov |

| Arbitri: | Mike Hasenfratz Don Koharski |

|                                                                       |           |                              |
| Bertuzzi 10:14 Cassels 27:03 Lachance 33:13 Näslund 58:08 Cooke 58:49 | Marcatori | 30:30 Lidström 50:33 Yzerman |

| Arbitri: | Marc Joannette Stephen Walkom |

|                                             |           |                |
| Yzerman 10:41 Lidström 39:35 Shanahan 43:18 | Marcatori | 24:38 Bertuzzi |

| Arbitri: | Mark Faucette Stephen Walkom |

|                                                        |           |                          |
| Fischer 03:22 Chelios 10:12 Yzerman 40:56 Draper 59:07 | Marcatori | 29:50 Öhlund 39:28 Cooke |

| Arbitri: | Dan Marouelli Brad Watson |

|  |           |                                                                |
|  | Marcatori | 04:02 Holmström 13:35 Dandenault 15:32 Devereaux 18:31 Fëdorov |

| Arbitri: | Bill McCreary Michael McGeough |

|                                                                      |           |                                                   |
| Holmström 01:05 Larionov 04:23 Lidström 26:40 Hull 27:10 37:19 53:42 | Marcatori | 08:12 Jovanovski 08:56 46:55 H. Sedin 57:02 Cooke |

#### Colorado - Los Angeles
| Arbitri: | Stephane Auger Kerry Fraser |

|                                    |           |                                                           |
| Smolinski 30:52 Pálffy 34:20 43:25 | Marcatori | 19:51 Tanguay 24:22 Reinprecht 41:06 Sakic 54:26 de Vries |

| Arbitri: | Kerry Fraser Dan O'Halloran |

|                                              |           |                                                               |
| Deadmarsh 07:23 Eloranta 13:13 Allison 28:43 | Marcatori | 07:01 15:37 Sakic 31:05 Forsberg 36:45 Reinprecht 48:45 Drury |

| Arbitri: | Dennis LaRue Don VanMassenhoven |

|              |           |                                  |
| Larsen 06:01 | Marcatori | 00:19 28:29 Pálffy 20:43 Allison |

| Arbitri: | Michael McGeough Don VanMassenhoven |

|                  |           |  |
| Reinprecht 25:57 | Marcatori |  |

| Arbitri: | Mark Faucette Stephen Walkom |

|               |           |  |
| Johnson 62:19 | Marcatori |  |

| Arbitri: | Dave Jackson Stephen Walkom |

|            |           |                                               |
| Hahl 29:37 | Marcatori | 01:21 Allison 06:44 Chartrand 26:19 Smolinski |

| Arbitri: | Bill McCreary Michael McGeough |

|  |           |                                                        |
|  | Marcatori | 25:08 Drury 26:02 Tanguay 37:32 Reinprecht 56:47 Foote |

#### San Jose - Phoenix
| Arbitri: | Tim Peel Stephen Walkom |

|              |           |                                |
| Brière 22:53 | Marcatori | 06:48 Damphousse 25:02 Marleau |

| Arbitri: | Mark Faucette Stephen Walkom |

|                                       |           |             |
| Langkow 25:31 Brière 41:39 Doan 54:19 | Marcatori | 54:19 Sturm |

| Arbitri: | Stephane Auger Paul Devorski |

|                                                       |           |            |
| Marleau 23:40 Graves 25:38 Thornton 47:20 Ricci 47:43 | Marcatori | 01:06 Doan |

| Arbitri: | Paul Devorski Kevin Pollock |

|                          |           |             |
| Rathje 12:23 Ricci 14:39 | Marcatori | 29:27 Suchý |

| Arbitri: | Dennis LaRue Rob Shick |

|               |           |                                                         |
| Johnson 39:45 | Marcatori | 30:24 Marleau 33:24 Graves 45:20 Damphousse 55:24 Sturm |

#### St. Louis - Chicago
| Arbitri: | Paul Devorski Kevin Pollock |

|                              |           |               |
| Calder 22:42 Karpovcev 56:50 | Marcatori | 21:34 Demitra |

| Arbitri: | Paul Devorski Dennis LaRue |

|  |           |                             |
|  | Marcatori | 02:53 Weight 52:48 Mellanby |

| Arbitri: | Kerry Fraser Dan O'Halloran |

|                                                       |           |  |
| Mayers 01:48 Mellanby 13:26 Demitra 21:03 Young 39:10 | Marcatori |  |

| Arbitri: | Kerry Fraser Tim Peel |

|               |           |  |
| Demitra 38:43 | Marcatori |  |

| Arbitri: | Michael McGeough Don VanMassenhoven |

|                                          |           |                                                                     |
| Thomas 24:34 Calder 32:43 Sullivan 33:03 | Marcatori | 19:43 Mellanby 34:21 Young 39:57 Pronger 46:23 Mayers 55:56 Tkachuk |

### Semifinali di Conference

#### Detroit - St. Louis
| Arbitri: | Paul Devorski Dave Jackson |

|  |           |                         |
|  | Marcatori | 07:40 Dacjuk 39:04 Hull |

| Arbitri: | Paul Devorski Kerry Fraser |

|                      |           |                                           |
| Mellanby 40:17 59:19 | Marcatori | 02:46 Yzerman 18:28 Hull 31:59 Robitaille |

| Arbitri: | Michael McGeough Rob Shick |

|              |           |                                                                     |
| Dacjuk 06:08 | Marcatori | 05:41 37:22 45:53 Tkachuk 19:03 Mellanby 49:16 Demitra 55:08 Mayers |

| Arbitri: | Bill McCreary Dean Warren |

|                                                            |           |                                          |
| Shanahan 13:33 Fischer 16:05 Holmström 22:35 Yzerman 43:03 | Marcatori | 04:24 Young 57:06 Mellanby 58:30 Tkachuk |

| Arbitri: | Dan Marouelli Kevin Pollock |

|  |           |                                                    |
|  | Marcatori | 24:42 Fischer 29:57 Holmström 56:57 59:18 Shanahan |

#### Colorado - San Jose
| Arbitri: | Marc Joannette Dan Marouelli |

|                                                                              |           |                                           |
| Ricci 06:13 Selänne 10:35 31:28 Marleau 42:58 Thornton 55:20 Marchment 59:54 | Marcatori | 34:33 Drury 37:57 de Vries 56:33 Forsberg |

| Arbitri: | Dennis LaRue Dan Marouelli |

|                             |           | |
| Marleau 35:09 Matteau 43:30 | Marcatori | 08:54 21:38 Blake 28:36 Forsberg 30:19 Sakic 33:50 de Vries 50:21 Hejduk 51:59 Messier 52:11 Hinote |

| Arbitri: | Dan Marouelli Dan O'Halloran |

|                                                |           |                                                                           |
| Blake 00:59 28:56 Tanguay 35:49 Forsberg 38:49 | Marcatori | 14:40 Thornton 23:20 59:44 Nolan 25:36 Graves 43:31 Selänne 53:26 Marleau |

| Arbitri: | Paul Devorski Dennis LaRue |

|                                            |           |               |
| Blake 05:56 Sakic 12:36 42:45 Hejduk 58:58 | Marcatori | 20:29 Selänne |

| Arbitri: | Don Koharski Don VanMassenhoven |

|                                                                   |           |                                        |
| Sturm 32:07 Sundström 35:38 Ricci 45:59 Selänne 49:04 Nolan 59:57 | Marcatori | 33:40 Forsberg 34:57 Keane 38:05 Sakic |

| Arbitri: | Kerry Fraser Don VanMassenhoven |

|                                 |           |                  |
| Reinprecht 35:41 Forsberg 62:47 | Marcatori | 35:17 Ragnarsson |

| Arbitri: | Kerry Fraser Stephen Walkom |

|  |           |                |
|  | Marcatori | 37:50 Forsberg |

### Finale di Conference

#### Detroit - Colorado
| Arbitri: | Don Koharski Michael McGeough |

|                                        |           |                                                      |
| Sakic 02:48 Hejduk 33:36 Tanguay 58:00 | Marcatori | 18:48 Holmström 36:29 Hull 41:18 52:44 55:55 McCarty |

| Arbitri: | Bill McCreary Stephen Walkom |

|                                                         |           |                                             |
| Tanguay 02:59 Forsberg 27:33 de Vries 45:26 Drury 62:17 | Marcatori | 09:37 Devereaux 34:08 Maltby 53:25 Lidström |

| Arbitri: | Marc Joannette Dan Marouelli |

|                                 |           |             |
| Robitaille 45:20 Olausson 52:44 | Marcatori | 15:54 Blake |

| Arbitri: | Paul Devorski Dan Marouelli |

|                          |           |                                          |
| Fëdorov 26:20 Hull 59:57 | Marcatori | 07:50 Reinprecht 40:45 Sakic 56:43 Drury |

| Arbitri: | Don Koharski Kevin Pollock |

|                                 |           |               |
| Reinprecht 17:11 Forsberg 66:24 | Marcatori | 40:54 Yzerman |

| Arbitri: | Kerry Fraser Stephen Walkom |

|                              |           |  |
| Shanahan 19:21 McCarty 33:27 | Marcatori |  |

| Arbitri: | Don Koharski Bill McCreary |

|  |           |                                                                                             |
|  | Marcatori | 01:57 12:51 Holmström 03:17 Fëdorov 10:25 Robitaille 24:41 Hull 26:28 Olausson 56:09 Dacjuk |

## Finale Stanley Cup
La finale della Stanley Cup 2002 è stata una serie al meglio delle sette gare che ha determinato il campione della National Hockey League per la stagione 2001-2002. I Detroit Red Wings hanno sconfitto i Carolina Hurricanes in cinque partite e si sono aggiudicati la Stanley Cup per la decima volta nella loro storia. Per i Red Wings fu il primo successo dopo quello ottenuto nel 1998, mentre per gli Hurricanes fu la prima presenza in finale dalla loro creazione nel 1997, traguardo mai raggiunto dagli Hartford Whalers.

## Statistiche

### Classifica marcatori
La seguente lista elenca i migliori marcatori al termine dei playoff.

| Giocatore        | Squadra             | PG | G  | A  | Pt | +/- | MP |
| ---------------- | ------------------- | -- | -- | -- | -- | --- | -- |
| Peter Forsberg   | Colorado Avalanche  | 20 | 9  | 18 | 27 | +8  | 20 |
| Steve Yzerman    | Detroit Red Wings   | 23 | 6  | 17 | 23 | +4  | 10 |
| Joe Sakic        | Colorado Avalanche  | 21 | 9  | 10 | 19 | -2  | 4  |
| Brendan Shanahan | Detroit Red Wings   | 23 | 8  | 11 | 19 | +5  | 20 |
| Gary Roberts     | Toronto Maple Leafs | 19 | 7  | 12 | 19 | +6  | 56 |
| Sergej Fëdorov   | Detroit Red Wings   | 29 | 5  | 14 | 19 | +4  | 20 |
| Brett Hull       | Detroit Red Wings   | 23 | 10 | 8  | 18 | +1  | 4  |
| Ron Francis      | Carolina Hurricanes | 23 | 6  | 10 | 16 | -2  | 6  |
| Nicklas Lidström | Detroit Red Wings   | 23 | 5  | 11 | 16 | +6  | 2  |
| Alyn McCauley    | Toronto Maple Leafs | 20 | 5  | 10 | 15 | +3  | 4  |

### Classifica portieri
Questa è una tabella che combina i cinque migliori portieri dei playoff per media di gol subiti a gara con i cinque migliori portieri per percentuale di parate, con almeno quattro partite disputate. La tabella è ordinata per la media gol subiti, e i criteri di inclusione sono in grassetto.

| Giocatore      | Squadra             | PG | Min     | V  | S  | OTS | TC  | GS | SO | Sv%  | MGS  |
| -------------- | ------------------- | -- | ------- | -- | -- | --- | --- | -- | -- | ---- | ---- |
| Patrick Lalime | Ottawa Senators     | 12 | 777:44  | 7  | 5  | 2   | 314 | 18 | 4  | .946 | 1.39 |
| Artūrs Irbe    | Carolina Hurricanes | 18 | 1078:17 | 10 | 8  | 1   | 480 | 30 | 1  | .938 | 1.67 |
| Brent Johnson  | St. Louis Blues     | 10 | 590:15  | 5  | 5  | 0   | 252 | 18 | 3  | .929 | 1.83 |
| Dominik Hašek  | Detroit Red Wings   | 23 | 1454:42 | 16 | 7  | 4   | 562 | 45 | 6  | .920 | 1.86 |
| Curtis Joseph  | Toronto Maple Leafs | 20 | 1655:00 | 10 | 10 | 3   | 557 | 48 | 3  | .914 | 2.30 |
| José Théodore  | Montreal Canadiens  | 12 | 685:46  | 6  | 6  | 1   | 413 | 35 | 0  | .915 | 3.06 |